# Seneh
Seneh ókori egyiptomi uralkodó volt a második átmeneti korban; valószínűleg a XIV. dinasztiához tartozott, és Alsó-Egyiptom egy része fölött uralkodott valamikor az i. e. 17. században. Ez azt jelenti, hogy Avariszból uralta a Nílus-delta keleti és talán a nyugati részét is.

## Említései
Seneh egyike azoknak a XIV. dinasztiabeli uralkodóknak, akiknek maradt fenn kortárs említése, három szkarabeusz formájában. Egyiknek a lelőhelye sem ismert, ami megnehezíti a kutatást. Az egyik szkarabeusz ma a British Museumban található, egy másik Aberdeenben (katalógusszám 21048), a harmadik pedig Moszkvában (katalógusszám 2258). Moszkvai szkarabeuszán kötélmintás szélső díszítés látható, ami csak a XIII. dinasztia hivatalnokai, valamint a XIV. dinasztia elején uralkodó Sesi király és fia, Ipku szkarabeuszain fordul elő. Ez azt jelenti, Seneh a XIV. dinasztia korának elején uralkodhatott, egy eddig azonosítatlan uralkodói néven, ami talán egyike a torinói királylistán szereplőknek.

## Személyazonossága

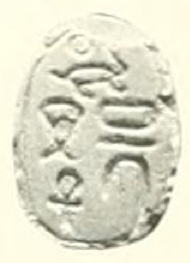
Seneh szkarabeusza a British Museumban

Senehnek XIV. dinasztiabeli uralkodóhoz képest viszonylag sok említése maradt fenn, emiatt Kim Ryholt feltételezi, hogy azonos lehet Szehebrével vagy Merdzsefarével. Ez a két uralkodó ugyanis 3–4 évig uralkodott, ami ebben a dinasztiában a leghosszabbnak számít, más említésük nincs, és csak uralkodói nevük ismert.
Seneh nevét korábban Senesznek is olvasták, de ez a királynevek után álló „élet adatik neki” félreolvasatából eredt.

## Fordítás
- Ez a szócikk részben vagy egészben  a   Sheneh (pharaoh) című angol Wikipédia-szócikk ezen változatának fordításán alapul.  Az eredeti cikk szerkesztőit annak laptörténete sorolja fel. Ez a jelzés csupán a megfogalmazás eredetét és a szerzői jogokat jelzi, nem szolgál a cikkben szereplő információk forrásmegjelöléseként.